# فهرست قنات‌های شهرستان شیروان
جدول زیر بر اساس آمار وزارت جهاد کشاورزی تهیه شده‌است. فهرست زیر قنات‌های شهرستان شیروان در استان خراسان شمالی را نشان می‌دهد.
| نام قنات      | موقعیت                   | نزدیک‌ترین روستا | طول قنات (متر) | تعداد میله چاه | عمق مادر چاه     | دبی (لیتر بر ثانیه) | سطح زیر کشت (هکتار) |
| ------------- | ------------------------ | --------------- | -------------- | -------------- | ---------------- | ------------------- | ------------------- |
| آق چشمه       | بخش مرکزی شهرستان شیروان | قله بیگ         | ۳۰۰            | ۸              | ۶                | ۲۰                  | ۳۰                  |
| ابسلخ         | بخش مرکزی شهرستان شیروان | ابسلخ           | ۳۵۰۰           | ۸۳             | ۵۳               | ۸                   | ۲۵                  |
| احمدآباد      | بخش مرکزی شهرستان شیروان | اآباد علیا      | ۲۵۰۰           | ۷۵             | ۳۵               | ۲۷                  | ۶۰                  |
| امیرآباد      | بخش مرکزی شهرستان شیروان | امیرآباد        | ۳۰۰۰           | ۱۲۰            | ۲۰               | ۱۵                  | ۴۰                  |
| باباخوش گلدی  | بخش مرکزی شهرستان شیروان | یاسرآباد        | ۱۲۰۰           | ۳۵             | ۱۴               | ۱۵                  | ۳۰                  |
| باغان         | بخش مرکزی شهرستان شیروان | باغان           | ۲۰۰۰           | ۵۵             | ۳۸               | ۲۰                  | ۴۰                  |
| بالازاده      | بخش مرکزی شهرستان شیروان | بیک             | ۳۰۰            | ۱۶             | ۷                | ۲                   | ۴                   |
| برزلان        | بخش سرحد شهرستان شیروان  | برزلان علیا     | ۲۵۰            | ۹              | ۱۲               | ۲۰                  | ۴۰                  |
| بی بی حنیخه   | بخش مرکزی شهرستان شیروان | سکه             | ۷۰۰            | ۱۷             | ۲۰               | ۱۵                  | ۵۰                  |
| بیگان         | بخش مرکزی شهرستان شیروان | بیگان           | ۱۲۰۰           | ۲۶             | ۲۴               | ۲۰۳                 | ۶۰                  |
| جمال‌آباد      | بخش مرکزی شهرستان شیروان | سکه             | ۷۰۰            | ۲۰             | ۱۰               | ۸                   | ۲۰                  |
| جویبار        | بخش مرکزی شهرستان شیروان | اآباد           | ۵۰۰۰           | ۱۹۸            | ۴۰               | ۷۰                  | ۷۸۰                 |
| حسین خان      | بخش مرکزی شهرستان شیروان | حصار دوین       | ۲۵۰۰           | ۱۲۵            | ۲۵               | ۱۴                  | ۴۰                  |
| حسین خان      | بخش مرکزی شهرستان شیروان | اآباد علیا      | ۱۰۰۰           | ۳۰             | ۰                | ۸                   | ۲۵                  |
| حنه باغ       | بخش مرکزی شهرستان شیروان | باغان           | ۳۰۰۰           | ۸۵             | ۴۵               | ۲۸                  | ۵۰                  |
| خانلق         | بخش مرکزی شهرستان شیروان | خانلق           | ۲۴۰۰           | ۷۵             | ۲۵               | ۶۰                  | ۲۰۰                 |
| خداودی کاریز  | بخش مرکزی شهرستان شیروان | سکه             | ۵۰۰            | ۱۵             | ۸                | ۱۰                  | ۱۵                  |
| رحیم‌آباد      | بخش مرکزی شهرستان شیروان | باغان           | ۲۰۰۰           | ۴۸             | ۳۷               | ۸                   | ۶                   |
| سه یک آب      | بخش مرکزی شهرستان شیروان | سه یک آب        | ۱۵۰۰           | ۳۵             | ۱۵               | ۱۵                  | ۲۰                  |
| شاه قدم       | بخش مرکزی شهرستان شیروان | قله بیگ         | ۳۰۰            | ۳              | ۴                | ۲۵                  | ۳۰                  |
| شناقی سفلی    | بخش مرکزی شهرستان شیروان | شناقی سفلی      | ۱۵۰            | ۵              | ۱۴               | ۵                   | ۱۰                  |
| شوربابازاده   | بخش مرکزی شهرستان شیروان | کلاته شریفی     | ۵۰۰۰           | ۲۰۰            | ۲۵               | ۱۰                  | ۳۰                  |
| شکرانلو       | بخش مرکزی شهرستان شیروان | شکرانلو سفلی    | ۶۰۰            | ۱۷             | ۱۵               | ۲۰                  | ۸۰                  |
| شیرن چشمه     | بخش مرکزی شهرستان شیروان | کلاته ولی       | ۴۰۰            | ۱۴             | ۱۰               | ۶                   | ۵۰                  |
| شیروان        | بخش مرکزی شهرستان شیروان | شیروان          | ۲۵۰۰           | ۷۶             | ۲۰               | ۲۵                  | ۶۰                  |
| شیرین چشمه    | بخش مرکزی شهرستان شیروان | کلاته ولی       | ۰              | ۰              | ۰                | ۰                   | ۰                   |
| فتح ا         | بخش مرکزی شهرستان شیروان | سکه             | ۸۰۰            | ۲۵             | ۲۵               | ۱۵                  | ۵۰                  |
| فجرآباد       | بخش مرکزی شهرستان شیروان | فجرآباد         | ۳۰۰            | ۸              | ۸                | ۵                   | ۱۰                  |
| قرده خان      | بخش مرکزی شهرستان شیروان | زیارت           | ۱۰۰۰           | ۳۰             | ۳۰               | ۱۲                  | ۲۰۰                 |
| قره باغ       | بخش مرکزی شهرستان شیروان | باغان           | ۴۰۰۰           | ۱۳۰            | ۴۰               | ۴۰                  | ۶۰                  |
| قزل حصار      | بخش مرکزی شهرستان شیروان | قزل حصار        | ۱۵۰۰           | ۳۵             | ۲۵               | ۱۰                  | ۱۵                  |
| قشلاق         | بخش مرکزی شهرستان شیروان | سکه             | ۵۰۰            | ۱۴             | ۱۰               | ۵                   | ۲۵                  |
| قلعه چه       | بخش مرکزی شهرستان شیروان | قلعه چه         | ۲۲۰۰           | ۶۰             | ۳۵               | ۲۰                  | ۵۰                  |
| قنات کوچک     | بخش مرکزی شهرستان شیروان | کلاته هندی      | ۲۲۰۰           | ۶۰             | ۴۵               | ۸                   | ۵۰                  |
| قنات‌آباد      | بخش مرکزی شهرستان شیروان | قنات‌آباد        | ۳۸۹            | ۲۴             | ۸٫۱۹۹۹۹۹۸۰۹۲۶۵۱۴ | ۱۵                  | ۵۰                  |
| قوردانلو      | بخش سرحد شهرستان شیروان  | قوردانلو        | ۵۰۰            | ۱۸             | ۱۵               | ۳۵                  | ۱۵۰                 |
| محمدآباد      | بخش مرکزی شهرستان شیروان | بوزل‌آباد        | ۱۴۰۰           | ۴۲             | ۳۰               | ۸                   | ۲۰                  |
| مرغزار        | بخش مرکزی شهرستان شیروان | مرغزار          | ۲۰۰            | ۰              | ۱۰               | ۳                   | ۲۰                  |
| مرغزار        | بخش مرکزی شهرستان شیروان | مرغزار          | ۶۰۰            | ۱۴             | ۱۳               | ۱۰                  | ۲۰                  |
| مشهدطرقی سفلی | بخش مرکزی شهرستان شیروان | مشهد طرقی       | ۱۳۰۰           | ۳۵             | ۱۰               | ۱۸                  | ۵۰                  |
| مشهدطرقی علیا | بخش مرکزی شهرستان شیروان | مشهد طرقی       | ۳۰۰            | ۱۱             | ۵                | ۱۵                  | ۴۰                  |
| مهدی‌آباد      | بخش مرکزی شهرستان شیروان | اآباد سفلی      | ۲۵۰۰           | ۱۱۰            | ۲۵               | ۷                   | ۲۰                  |
| مهرآباد       | بخش مرکزی شهرستان شیروان | مهرآباد         | ۲۵۰۰           | ۵۰             | ۱۵               | ۸                   | ۱۲                  |
| نقدو          | بخش مرکزی شهرستان شیروان | نقدو            | ۸۰۰            | ۲۰             | ۲۸               | ۱۰                  | ۵۰                  |
| هنامه         | بخش مرکزی شهرستان شیروان | هنامه           | ۱۰۰۰           | ۳۰             | ۲۰               | ۴۵                  | ۳۰۰                 |
| چورچوری       | بخش مرکزی شهرستان شیروان | چورچوری         | ۱۱۰            | ۶              | ۶                | ۵                   | ۲۰                  |
| کلاته جعفری   | بخش سرحد شهرستان شیروان  | کلاته جعفری     | ۷۵۰            | ۲۵             | ۱۴               | ۱۵                  | ۴۰                  |
| کلاته سمسار   | بخش مرکزی شهرستان شیروان | مرغزار          | ۶۵۰            | ۲۲             | ۲۰               | ۱۰                  | ۲۰                  |
| کلاته سیدعلی  | بخش مرکزی شهرستان شیروان | دوین            | ۲۰۰۰           | ۲۵             | ۶۰               | ۵                   | ۲۰                  |
| کلاته سیفقلی  | بخش مرکزی شهرستان شیروان | اآباد           | ۴۵۰۰           | ۲۰۰            | ۳۵               | ۵۵                  | ۸۰                  |
| کلاته هندی    | بخش مرکزی شهرستان شیروان | کلاته هندی      | ۲۷۰۰           | ۵۰             | ۴۵               | ۲۰                  | ۵۰                  |
| کلاته ولی     | بخش مرکزی شهرستان شیروان | کلاته ولی       | ۶۵۰            | ۲۰             | ۱۵               | ۱۰                  | ۲۰                  |
| کلاته ولی     | بخش مرکزی شهرستان شیروان | کلاته ولی       | ۶۰۰            | ۲۵             | ۱۵               | ۵                   | ۲۵                  |
| کلاته گلمحمد  | بخش مرکزی شهرستان شیروان | یاسرآباد        | ۵۰۰            | ۲۰             | ۵                | ۲                   | ۲                   |
| کلاته‌ایگده    | بخش مرکزی شهرستان شیروان | شکرانلو سفلی    | ۲۵۰            | ۶              | ۵                | ۵                   | ۱۵                  |
| گندی          | بخش مرکزی شهرستان شیروان | بیک             | ۳۰۰            | ۱۲             | ۶                | ۲                   | ۹                   |
| یاسرآباد      | بخش مرکزی شهرستان شیروان | یاسرآباد        | ۱۰۰۰           | ۴۰             | ۱۳               | ۱۴                  | ۱۵                  |
| یقین          | بخش مرکزی شهرستان شیروان | باغان           | ۶۰۰            | ۲۵             | ۱۶               | ۲۸                  | ۵۰                  |